# Mika Hannula
Mika Stefan Hannula (* 2. April 1979 in Huddinge) ist ein schwedischer Eishockeyspieler, der zuletzt zwischen Januar und April 2014 bei den Kölner Haien in der Deutschen Eishockey Liga unter Vertrag stand.

## Karriere
Mika Hannula begann seine Karriere als Eishockeyspieler im Nachwuchsbereich der schwedischen Vereine AIK Solna und Djurgårdens IF sowie des finnischen Erstligisten Lukko Rauma, für die er von 1996 bis 1998 aktiv war. Anschließend spielte der Angreifer ein Jahr lang für Lidingö HC in der schwedischen Division 1, ehe er in der Saison 1999/2000 für Hammarby IF in der HockeyAllsvenskan, der zweiten schwedischen Liga, auflief. Im Sommer 2000 erhielt der Rechtsschütze einen Vertrag bei den Malmö Redhawks, für die er zunächst bis zum Ende der Saison 2002/03 auf dem Eis stand. In dieser Zeit wurde er im NHL Entry Draft 2002 in der neunten Runde als insgesamt 269. Spieler von den Minnesota Wild ausgewählt, für die er allerdings nie spielte. Stattdessen stand der Schwede während der Saison 2003/04 in 67 Spielen für Minnesotas Farmteam aus der American Hockey League, die Houston Aeros, auf dem Eis. 
Nach einem Jahr verließ Hannula Nordamerika wieder und kehrte zu den Malmö Redhawks zurück, für die er ein weiteres Jahr in der Elitserien spielte. Von 2005 bis 2007 stand Flügelspieler bei deren Ligarivalen HV71 Jönköping unter Vertrag, ehe er während der Saison 2006/07 zu Lokomotive Jaroslawl in die russische Superliga wechselte. Nach der Spielzeit schloss sich der Schwede deren Ligarivalen SKA Sankt Petersburg an, für den er in insgesamt 55 Spielen 15 Scorerpunkte, darunter acht Tore, erzielte. Im Sommer 2008 wurde Hannula vom HK ZSKA Moskau aus der neu gegründeten Kontinentalen Hockey-Liga verpflichtet, für den er bis zum Frühjahr 2009 spielte. Danach war er zunächst vereinslos, bevor er im Dezember 2009 von seinem ehemaligen Club Djurgårdens IF verpflichtet wurde. 
Nach wenigen Spielen für Djurgården verließ er diesen Club im Januar 2010 und wurde von Salawat Julajew Ufa verpflichtet. Im Mai des gleichen Jahres wechselte er innerhalb der Kontinentalen Hockey-Liga zum HK Metallurg Magnitogorsk, für den er allerdings nur eine Partie absolvierte. Ende Oktober 2010 wurde er freigestellt und bekam erst im Januar 2011 einen Vertrag bei Djurgårdens IF, wo er bis zum Ende der Spielzeit blieb. Zur Saison 2011/12 wechselte er innerhalb der Elitserien zu MODO Hockey.

### International
Für Schweden nahm Hannula an den Weltmeisterschaften 2003 und 2006 sowie den Olympischen Winterspielen 2006 in Turin teil. 

## Erfolge und Auszeichnungen
- 2002 Elitserien All-Star Game

### International
- 2003 Silbermedaille bei der Weltmeisterschaft
- 2006 Goldmedaille bei den Olympischen Winterspielen
- 2006 Goldmedaille bei der Weltmeisterschaft

## Statistik
(Stand: Ende der Saison 2010/11)